# Steiropteris valdepilosa
Steiropteris valdepilosa là một loài thực vật có mạch trong họ Thelypteridaceae. Loài này được (Baker) Pic. Serm. miêu tả khoa học đầu tiên năm 1973.